# کوه آکولیاروسق
کوه آکولیاروسق (به لاتین: Mount Akuliaruseq) یک کوه در گرینلند است که در Kujalleq, Greenland واقع شده‌است. کوه آکولیاروسق ۶۰۳ متر بالاتر از سطح دریا واقع شده‌است.